# Proligestone
Proligestone, được bán dưới tên thương hiệu Covinan và Delvosteron, là một loại thuốc proestin được sử dụng trong thuốc thú y.

## Công dụng

### Thú y
Proligestone được sử dụng để kiểm soát động dục ở chó và mèo và cũng đã được sử dụng để điều trị chứng tăng huyết áp ở chó và mèo.

## Hóa học
Proligestone, còn được gọi là 14α, 17α-propylidenedioxyprogesterone hoặc như 14α, 17α-dihydroxyprogesterone acetal cyclic với PROPANAL, cũng như 14α, 17α-propylidenedioxypregn-4-ene-3,20-dione, là một tổng hợp pregnane steroid và một dẫn xuất của progesterone và 17α-hydroxyprogesterone. Đây là C14α, 17α cyclic ketal của 14α, 17α-dihydroxyprogesterone.

## Lịch sử
Proligestone được mô tả sớm nhất là năm 1968 và được giới thiệu sử dụng cho thú y vào năm 1975.

## Xã hội và văn hoá

### Tên gốc
Proligestone là tên gốc của thuốc và INN và BAN của nó.

### Tên thương hiệu
Proligestone được bán trên thị trường dưới tên thương hiệu Covinan và Delvosteron.

### Khả dụng
Proligestone là hoặc đã có sẵn để sử dụng thú y ở Argentina, Úc, Áo, Bỉ, Tiệp Khắc, Pháp, Đức, Ireland, Ý, Hà Lan, New Zealand, Ba Lan, Nam Phi, Thụy Sĩ và Vương quốc Anh.